# Jorge Romero Romero
Jorge Romero Romero (Pachuca de Soto, Hidalgo, 10 de noviembre de 1964-16 de julio de 2021) fue un político mexicano, miembro del Partido Revolucionario Institucional (PRI). Fue, entre otros cargos, en dos ocasiones diputado federal, presidente del PRI en Hidalgo y funcionario del gobierno estatal.

## Reseña biográfica
Jorge Romero Romero fue licenciado en Derecho egresado de la Universidad Autónoma del Estado de Hidalgo, contó además como diplomado en Criminología, Ciencias Políticas y Derecho Notarial.
Como miembro del PRI ocupó numerosos cargos en la estructura estatal del partido desde la década de 1980, entre los que están consejero municipal, estatal y nacional; de 1983 a 1987 fue secretario de Acción Electoral, de 1987 a 1990 secretario de Organización, y de 1990 a 1992 secretario general, todos en el comité estatal del Partido.
A partir de 1993 en la administración como gobernador de Hidalgo de Jesús Murillo Karam, fue nombrado director general de Audiencia, Acuerdo Público y Seguimiento de la oficina del gobernador, en 1994 pasó al cargo de director de protección y vialidad en la dirección general de Seguridad Pública y Tránsito de Hidalgo, y de 1994 a 1996 fue director general de Gobernación del estado.
De 1996 a 1999 fue presidente del comité estatal del PRI en Hidalgo. En 1999, en la administración del gobernador Manuel Ángel Núñez Soto ocupó el cargo de secretario de Turismo y en 2001 fue nombrado secretario de la Contraloría, permaneciendo en el cargo hasta 2003. 
Renunció al cargo para ser postulado candidato del PRI a diputado federal por el Distrito 5 de Hidalgo, siendo electo a la LIX Legislatura que culminaría en 2006. En la mencionada legislatura ocupó los cargos de presidente de la comisión Jurisdiccional; e integrante de las comisiones de Presupuesto y Cuenta Pública; de Seguridad Pública; de Vigilancia de la Auditoría Superior de la Federación y del Comité del Centro de Estudios de Derecho e Investigaciones Parlamentarias. Además fue coordinador de diputados priístas de Hidalgo.
Antes de concluir su periodo como legislador federal, en 2005, se postuló del cargo para ser postulado candidato a diputado al Congreso del Estado de Hidalgo, siendo electo a la LIX Legislatura local en la que fue miembro de la comisión de Presupuesto y coordinador del grupo parlamentario del PRI. Se separó de su curul en el congreso estatal en 2006, al ser nombrado secretario de Educación Pública del estado por el nuevo gobernador, Miguel Ángel Osorio Chong, permaneciendo en dicho cargo hasta 2009.
Dejó la titularidad de la secretaría de Educación para ser por segunda ocasión candidato a diputado federal por el PRI, en esta ocasión en representación del Distrito 7 de Hidalgo y siendo electo a la LXI Legislatura, que ejerció de ese año a 2012. En la LXI Legislatura fue secretario de la comisión de Educación Pública y Servicios Educativos; e integrante de la de Ciencia y Tecnología.
Falleció el 16 de julio de 2021.